# Liste der Stolpersteine in Backnang

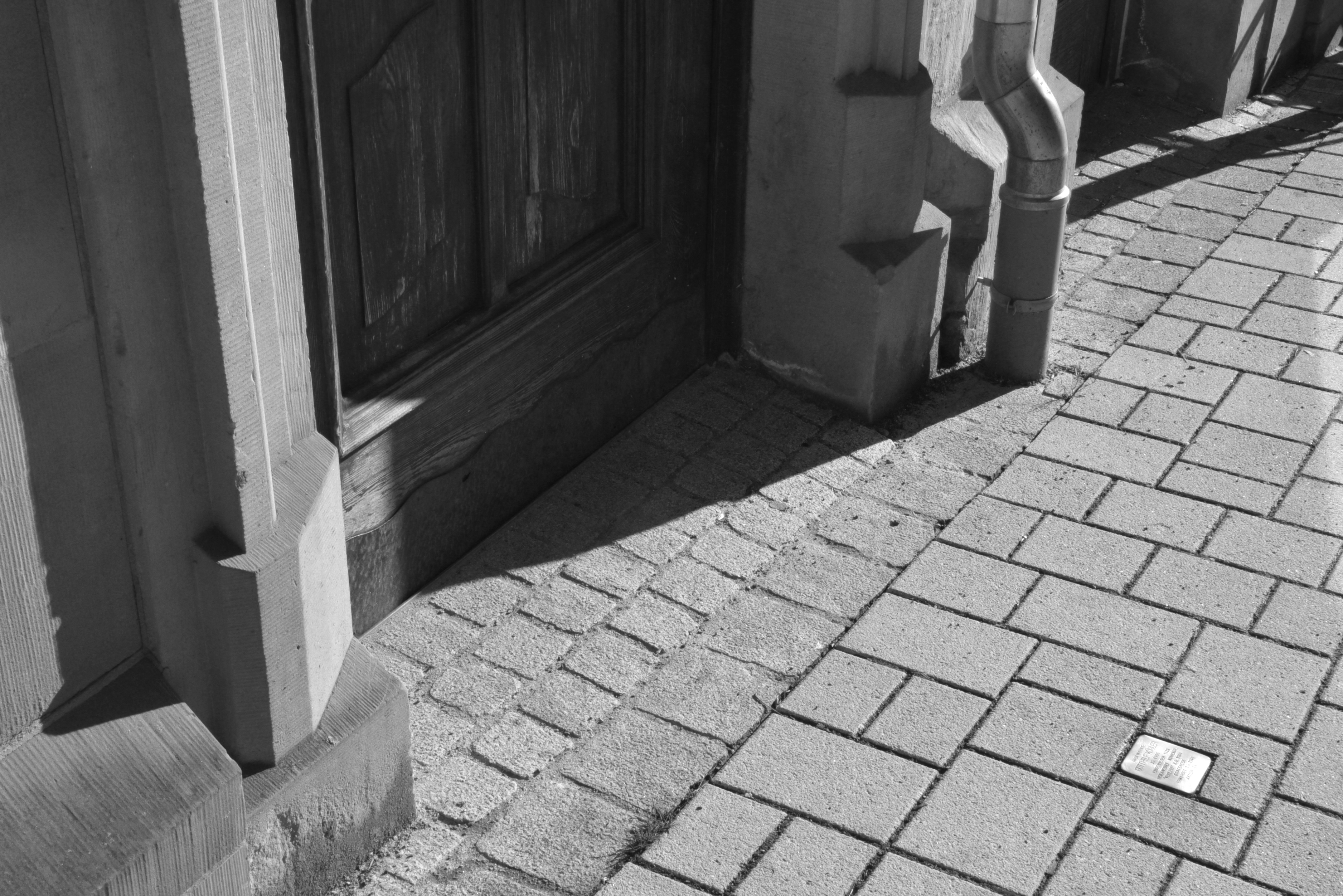
Stolperstein in der Eduard-Breuninger-Straße

Die Liste der Stolpersteine in Backnang enthält alle Stolpersteine, die im Rahmen des gleichnamigen Projekts von Gunter Demnig in Backnang verlegt wurden. Mit ihnen soll an Opfer des Nationalsozialismus erinnert werden, die in Backnang lebten und wirkten.

## Verlegte Stolpersteine
In Backnang wurden 26 Stolpersteine an 25 Adressen verlegt. 

Die Tabelle ist teilweise sortierbar; die Grundsortierung erfolgt alphabetisch nach dem Familiennamen des Opfers.
| Stolperstein | Übersetzung | Verlegeort                    | Name, Leben                                |
| --- | --- | ----------------------------- | ------------------------------------------ |
| Bild gesucht Die Wikipedia wünscht sich an dieser Stelle ein Bild vom hier behandelten Ort. Falls du dabei helfen möchtest, erklärt die Anleitung , wie das geht. BW | HIER WOHNTE FRANZISKA ADE JG. 1894 SEIT 1901 VERSCHIEDENE HEILANSTALTEN 'VERLEGT' 3.10.1940 GRAFENECK ERMORDET 3.10.1940 AKTION T4                    | Schillerstraße 6 ·            | Franziska Ade (1894–1940)                  |
| Bild gesucht Die Wikipedia wünscht sich an dieser Stelle ein Bild vom hier behandelten Ort. Falls du dabei helfen möchtest, erklärt die Anleitung , wie das geht. BW | HIER WOHNTE GOTTHOLD DEUFEL JG. 1876 EINGEWIESEN 1901 HEILANSTALT WINNENTAL 'VERLEGT' 11.6.1940 GRAFENECK ERMORDET 11.6.1940 AKTION T4                | Erbstetter Straße 2 ·         | Gotthold Deufel (1876–1940)                |
| | HIER WOHNTE FRIEDRICH DODERER JG. 1901 EINGEWIESEN 1930 HEILANSTALT WINNENTAL 'VERLEGT' 11.6.1940 GRAFENECK ERMORDET 11.6.1940 AKTION T4              | Eugen-Adolff-Straße 12 ·      | Friedrich Doderer (1901–1940)              |
| Bild gesucht Die Wikipedia wünscht sich an dieser Stelle ein Bild vom hier behandelten Ort. Falls du dabei helfen möchtest, erklärt die Anleitung , wie das geht. BW | HIER WOHNTE WILHELM FEUCHT JG. 1907 EINGEWIESEN [...] HEILANSTALT WINNENTAL 'VERLEGT' 11.6.1940 GRAFENECK ERMORDET 11.6.1940 AKTION T4                | Stuttgarter Straße 34 ·       | Wilhelm Feucht (1907–1940)                 |
| | HIER WOHNTE BERTA FEUCHTER JG. 1894 EINGEWIESEN HEILANSTALT WINNENTAL 'VERLEGT' 30.5.1940 GRAFENECK ERMORDET 30.5.1940 AKTION T4                      | Gartenstraße 156 ·            | Berta Feuchter (1894–1940)                 |
| Bild gesucht Die Wikipedia wünscht sich an dieser Stelle ein Bild vom hier behandelten Ort. Falls du dabei helfen möchtest, erklärt die Anleitung , wie das geht. BW | HIER WOHNTE ROSALIE BERTHA GRAUF JG. 1891 EINGEWIESEN HEILANSTALT SCHLUSSENRIED 'VERLEGT' 7.6.1940 GRAFENECK ERMORDET 7.6.1940 AKTION T4              | Gerberstraße 73 ·             | Rosalie Bertha Grauf (1891–1940)           |
| Bild gesucht Die Wikipedia wünscht sich an dieser Stelle ein Bild vom hier behandelten Ort. Falls du dabei helfen möchtest, erklärt die Anleitung , wie das geht. BW | HIER WOHNTE LUISE GRÜN GEB. BAREITHER JG. 1873 EINGEWIESEN 1934 HEILANSTALT BURLESWAGEN 'VERLEGT' 24.6.1940 GRAFENECK ERMORDET 24.6.1940 AKTION T4    | Ölberg 11 ·                   | Luise Grün, geborene Bareither (1873–1940) |
| Bild gesucht Die Wikipedia wünscht sich an dieser Stelle ein Bild vom hier behandelten Ort. Falls du dabei helfen möchtest, erklärt die Anleitung , wie das geht. BW | HIER WOHNTE EMMA JERNß JG. 1892 EINGEWIESEN 1930 HEILANSTALT WINNENTAL 'VERLEGT' 30.5.1940 GRAFENECK ERMORDET 30.5.1940 AKTION T4                     | Gerberstraße 47 ·             | Emma Jernß (1892–1940)                     |
| | HIER WOHNTE PAULINE KLEEMANN JG. 1908 EINGEWIESEN 5.2.1937 HEILANSTALT STETTEN 'VERLEGT' 18.9.1940 GRAFENECK ERMORDET 18.9.1940 AKTION T4             | Postgasse 4 ·                 | Pauline Kleemann (1908–1940)               |
| | HIER WOHNTE ERNST KÖRNER JG. 1922 EINGEWIESEN 1939 HEILANSTALT STETTEN 'VERLEGT' 10.9.1940 GRAFENECK ERMORDET 10.9.1940 AKTION T4                     | Walksteige 9 ·                | Ernst Körner (1922–1940)                   |
| Bild gesucht Die Wikipedia wünscht sich an dieser Stelle ein Bild vom hier behandelten Ort. Falls du dabei helfen möchtest, erklärt die Anleitung , wie das geht. BW | HIER WOHNTE PAUL KRAUTER JG. 1896 EINGEWIESEN 1.10.1935 HEILANSTALT STETTEN 'VERLEGT' 12.11.1940 GRAFENECK ERMORDET 12.11.1940 AKTION T4              | Grabenstraße 1 ·              | Paul Krauter (1896–1940)                   |
| | HIER WOHNTE GOTTHILF KÜBLER JG. 1905 EINGEWIESEN 1928 HEILANSTALT WINNENTAL 'VERLEGT' 3.6.1940 GRAFENECK ERMORDET 3.6.1940 AKTION T4                  | Eduard-Breuninger-Straße 19 · | Gotthilf Kübler (1905–1940)                |
| | HIER WOHNTE WILHELM KÜBLER JG. 1900 EINGEWIESEN 28.2.1933 HEILANSTALT STETTEN 'VERLEGT' 11.6.1940 GRAFENECK ERMORDET 11.6.1940 AKTION T4              | Eugen-Adolff-Straße 2 ·       | Wilhelm Kübler (1900–1940)                 |
| | HIER WOHNTE OTTO LEHNEMANN JG. 1899 EINGEWIESEN 24.7.1937 PFLEGEANSTALT LIEBENAU 'VERLEGT' 25.7.1940 GRAFENECK ERMORDET 25.7.1940 AKTION T4           | Gartenstraße 19 ·             | Otto Lehnemann (1889–1940)                 |
| | HIER WOHNTE FRIDA MUNZ JG. 1906 EINGEWIESEN 1933 HEILANSTALT STETTEN 'VERLEGT' 5.11.1940 GRAFENECK ERMORDET 5.11.1940 AKTION T4                       | Eugen-Adolff-Straße 106 ·     | Frida Munz (1906–1940)                     |
| Bild gesucht Die Wikipedia wünscht sich an dieser Stelle ein Bild vom hier behandelten Ort. Falls du dabei helfen möchtest, erklärt die Anleitung , wie das geht. BW | HIER WOHNTE MARIA MARTHA PAUL JG. 1892 EINGEWIESEN 6.3.1934 HEILANSTALT WINNENTAL 'VERLEGT' 23.7.1940 GRAFENECK ERMORDET 23.7.1940 AKTION T4          | Stuttgarter Straße 55 ·       | Maria Martha Paul (1892–1940)              |
| Bild gesucht Die Wikipedia wünscht sich an dieser Stelle ein Bild vom hier behandelten Ort. Falls du dabei helfen möchtest, erklärt die Anleitung , wie das geht. BW | HIER WOHNTE ANNA MARIA PFLEIDERER JG. 1880 EINGEWIESEN 29.7.1936 HEILANSTALT SCHWÄBISCH HALL 'VERLEGT' 4.5.1941 HADAMAR ERMORDET 4.5.1941 AKTION T4   | Schillerstraße 21 ·           | Anna Maria Pfleiderer (1880–1941)          |
| | IN BACKNANG WOHNTE MARIA KATHARINE SCHAD JG. 1866 EINGEWIESEN HEILANSTALT WINNENTAL 'VERLEGT' 24.6.1940 GRAFENECK ERMORDET 24.6.1940 AKTION T4        | Seewiesenstraße 2 ·           | Maria Katharine Schad (1866–1940)          |
| | HIER WOHNTE PAULINE SCHOCK JG. 1895 EINGEWIESEN 1924 LANDESFÜRSORGEANSTALT MARKGRÖNINGEN 'VERLEGT' 7.8.1940 GRAFENECK ERMORDET 7.8.1940 AKTION T4     | Gartenstraße 31 ·             | Pauline Schock (1895–1940)                 |
| | HIER WOHNTE ADOLF STRÄSSER JG. 1893 PATIENT IN VERSCHIEDENEN 'VERLEGT' 27.5.1940 GRAFENECK ERMORDET 27.5.1940 'AKTION T4'                             | Ludwigstraße 14 ·             | Adolf Strässer (1893–1940)                 |
| Bild gesucht Die Wikipedia wünscht sich an dieser Stelle ein Bild vom hier behandelten Ort. Falls du dabei helfen möchtest, erklärt die Anleitung , wie das geht. BW | HIER WOHNTE KARL STRAUSS JG. 1889 EINGEWIESEN HEILANSTALT WINNENTAL 'VERLEGT' 23.7.1940 GRAFENECK ERMORDET 23.7.1940 AKTION T4                        | Maubacher Straße 9 ·          | Karl Strauss (1889–1940)                   |
| | HIER WOHNTE CHRISTINE TREFZ JG. 1887 EINGEWIESEN 1930 HEILANSTALT GÖPPINGEN 'VERLEGT' 11.12.1940 GRAFENECK ERMORDET 11.12.1940 AKTION T4              | Sulzbacher Straße 37 ·        | Christine Trefz, geborene Hess (1922–1940) |
| | HIER WOHNTE ELISE VOLZ JG. 1886 SEIT 1934 PATIENTIN IN VERSCHIEDENEN HEILANSTALTEN 'VERLEGT' 10.3.1941 HADAMAR ERMORDET 27.3.1941 AKTION T4           | Marktstraße 20 ·              | Elise Volz (1886–1941)                     |
| Bild gesucht Die Wikipedia wünscht sich an dieser Stelle ein Bild vom hier behandelten Ort. Falls du dabei helfen möchtest, erklärt die Anleitung , wie das geht. BW | HIER WOHNTE EMILIE WAGNER GEB. KECK JG. 1870 EINGEWIESEN HEILANSTALT WINNENTAL 'VERLEGT' 24.6.1940 GRAFENECK ERMORDET 24.6.1940 AKTION T4             | Ölberg 9a ·                   | Emilie Wagner, geborene Keck (1870–1940)   |
| Bild gesucht Die Wikipedia wünscht sich an dieser Stelle ein Bild vom hier behandelten Ort. Falls du dabei helfen möchtest, erklärt die Anleitung , wie das geht. BW | HIER WOHNTE FRIEDERIKE ZEIHER GEB. SCHABER JG. 1892 EINGEWIESEN 1931 HEILANSTALT WINNENTAL 'VERLEGT' 24.6.1940 GRAFENECK ERMORDET 24.6.1940 AKTION T4 | Etzwiesenberg 28 ·            | Friederike Zeiher (1892–1940)              |

## Verlegedaten
- 12. September 2012: Etzwiesenberg 28, Eugen-Adolff-Straße 106
- 12. April 2013: Eduard-Breuninger-Straße 19, Erbstetter Straße 2, Eugen-Adolff-Straße 2 und 12, Gerberstraße 47
- 6. September 2013: Marktstraße 20, Stuttgarter Straße 34, Walksteige 9
- 24. Juni 2014: Grabenstraße 1, Ölberg 9a und 11, Postgasse 4, Schillerstraße 6 und 21
- 24. November 2014: Gartenstraße 19, 31 und 156, Gerberstraße 73, Sulzbacher Straße 37
- 21. Mai 2015: Maubacher Straße 9, Stuttgarter Straße 55